# 喇普德庆寺
喇普德庆寺，又称德庆寺，位于西藏自治区日喀则市聂拉木县波绒乡罗布村，是一座苯教寺院。

## 简介
喇普德庆寺位于聂拉木县波绒乡罗布村后的山腰上，是一座苯教寺院。又称“巴喇普达日贡”，意为“巴姓喇嘛的寺院”。巴氏家族是苯教六大氏族之一。传说，巴氏家族在喇普德庆寺生活十三代，被罗布村人尊称为“巴桑喇嘛”。至今，德庆寺内的壁画仍有巴氏画像，该寺也依然为巴氏家族举办法会。
喇普德庆寺是巴氏母寺。1234年，巴顿杰娃西热创建该寺。该寺原来实行巴氏喇嘛世袭制，但是后期由于巴氏寺院重心转往藏北地区，故该寺的传承方式也转为律传堪布制，堪布主持寺院。21世纪初，有常住僧人13名，均来自本地，该寺信众主要在拉普村，信众布施是该寺主要经济来源。该寺的主要宗教活动有“纪念辛绕诞辰日”、“祭龙仪式”、“大祭斯吉杰姆”、“供年度朵马（食子）”等等。
据说，巴顿白确曾和佛教高僧帕当巴桑杰交流佛苯密宗理论及修行经验。巴顿白确晚年希望出家，便向绰仓·珠拉表明心愿，绰仓·珠拉见巴顿白确每根头发均有怒神之像，惊称：“你已修成最高密宗境界，我不能剃你的头，你还是以修密宗身继续修炼密宗吧！ ”自此，巴氏以密宗修炼而在苯教界著称。巴顿杰娃西热创建喇普德庆寺以后，经过巴敦·塔尔玛、巴·琼巴尔、巴·加瓦西热、巴·顿珠奔桑、巴·伟色坚参、巴·班典桑布、巴·旦加桑布等大约13位巴氏知名传承者。其中，巴·伟色坚参精通三学，曾赴桑日寺辩经，成为缪氏十大喇嘛之一，也是巴氏首位戒律传承喇嘛；巴·班典桑布修成大圆满；巴·旦加桑布拜兰敦·索朗坚才、噶擦·索朗洛珠为师，努力学习苯教显密心三宗，成为一代大师，著有《苯教源流弘扬明灯》、《象雄大圆满法传承喇嘛传》等专著。
2013年，聂拉木县人民政府对波绒乡德庆寺等6座寺庙公路工程招标。本项目分四个标段：一标段：聂拉木县波绒乡德庆寺公路；二标段：聂拉木锁作乡日龙日追寺公路；三标段：聂拉木县樟木镇扎西通卓林寺公路；四标段：聂拉木县锁作乡贡尼日追寺公路、G318线岔口至聂拉木县乃龙乡加吴日追寺公路、聂拉木县波绒乡排孜日追寺公路。
2014年度西藏自治区和谐模范寺庙暨爱国守法先进僧尼评选中，德庆寺13名僧人被评为爱国守法先进僧尼。
2015年4月25日，尼泊尔发生强烈地震，聂拉木县境内白玛曲林寺等11座寺庙、拉康未受明显影响。

## 壁画
喇普德庆寺内保存有大批古老的苯教壁画，创作年代至迟在15世纪末到16世纪，是西藏乃至整个藏区留存至今的年代最早的苯教壁画之一，甚至可能是其中最早者。2009年全国第三次文物普查的重要发现之一便是喇普德庆寺。
喇普德庆寺的佛殿四壁均绘有壁画，主要采用中心构图法，即主尊两侧立有两位胁侍，旁边绘有大鹏金翅鸟、龙女、四爪龙、骑兽童子等构成的六拏具。在主图之间，有棋格式排列的佛、菩萨、弟子、上师、明王、供养天等神灵。十三尊主尊的背光上，均对称绘有各种色彩的龙，与中国内地明朝早期的龙的形象类似。